# Pol van Boekel
Paulus Hendrikus Martinus van Boekel, conocido como Pol van Boekel, (Venray, Países Bajos, 19 de septiembre de 1975) es un árbitro de fútbol neerlandés. Es árbitro internacional FIFA desde 2008.

## Carrera
Después de haber sido futbolista, emprende la carrera de árbitro, escalando las categorías inferiores y alcanzando la Eredivisie en la temporada 2005-2006. Desde entonces ha dirigido más de cien partidos en la máxima categoría holandesa.
Fue nombrado árbitro internacional en enero de 2008, haciendo en el 2009 su debut en un partido amistoso entre Luxemburgo e Islandia el 14 de noviembre de 2009 (1–1).
Hace su debut en la Europa League en el septiembre de 2011. En marzo de 2016 fue seleccionado oficialmente como árbitro asistente de video en la Eurocopa 2016, en el equipo arbitral dirigido por el neerlandés Björn Kuipers.